# Open Firmware

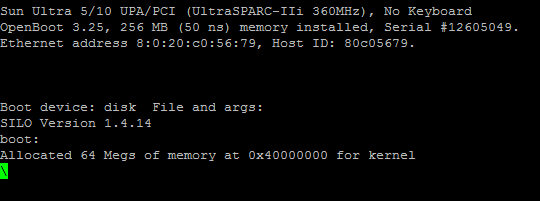
Open Firmware na pracovní stanici Ultra 5/10 a následně spouštěné SILO

Open Firmware je otevřený standard pro firmware zaměřený na bootování operačního systému. Vyvinula jej společnost Sun Microsystems, která svou implementaci nazvala Open Boot, a dočkal se standardizace u Institutu pro elektrotechnické a elektronické inženýrství (IEEE) jako standard IEEE 1275-1994.
Standard se omezeně rozšířil na řadu platforem: Kromě platformy SPARC, kde jej používala přímo společnost Sun Microsystem, se objevil i na architekturách IBM Power (společnost IBM) a PowerPC (mj. společnost Apple a počítače Pegasos a Efika od výrobce Bplan). Až na výjimky (například XO-1) se ovšem neujal na platformě x86, kde jsou nestandardizované BIOSy postupně nahrazovány implementací standardu UEFI a tento standard zde přijala i firma Apple, která dříve na platformě PowerPC používala Open Firmware.
Pro skriptování v příkazovém řádku Open Firmwaru je užíván jazyk Forth.
Kromě komerčních implementací Open Firmwaru existuje také implementace v rámci projektu OpenBIOS, která je dostupná pod licencí podobnou licenci BSD pro platformy x86, PowerPC a ARM.